# Takayuki Kuwata
Takayuki Kuwata (jap. 桑田 隆幸, Kuwata Takayuki; * 26. Juni 1941 in Hiroshima, Präfektur Hiroshima) ist ein ehemaliger japanischer Fußballspieler.

## Nationalmannschaft
1961 debütierte Kuwata für die japanische Fußballnationalmannschaft. Kuwata bestritt fünf Länderspiele und erzielte dabei zwei Tore.

## Errungene Titel
- Japan Soccer League: 1965, 1966, 1967, 1968
- Kaiserpokal: 1963, 1965, 1967, 1969

## Persönliche Auszeichnungen
- Japan Soccer League Best Eleven: 1966